# الفروق اللغوية
الفروق في اللغة، كتاب في مفردات اللغة صنفه أبو هلال الحسن بن عبد الله بن سهل بن سعيد بن يحيى بن مهران العسكري، يعتبر مرجع من المعاجم مراجع اللغة العربية عند علماء اللغة، يحتوي على الكثير من المعلومات اللغوية في معاني الكلمات.
قال في مقدمة الكتاب: لقد خصّصه بشرح الكلمات المتقاربة المعنى وتفسير لطائف الفرق بينهم.مثل: الفرق بين النعمة والرحمة والإحسان والانعام، وبين الحلم والإمهال، والصبر والاحتمال، والوقار والسؤدد. ومثل: الفرق بين الحفظ والرعاية والحراسة والحماية. ومثل: الفرق بين الكتب والنسخ وبين المنشور والكتاب وبين الكتاب والدفتر والصحيفة.

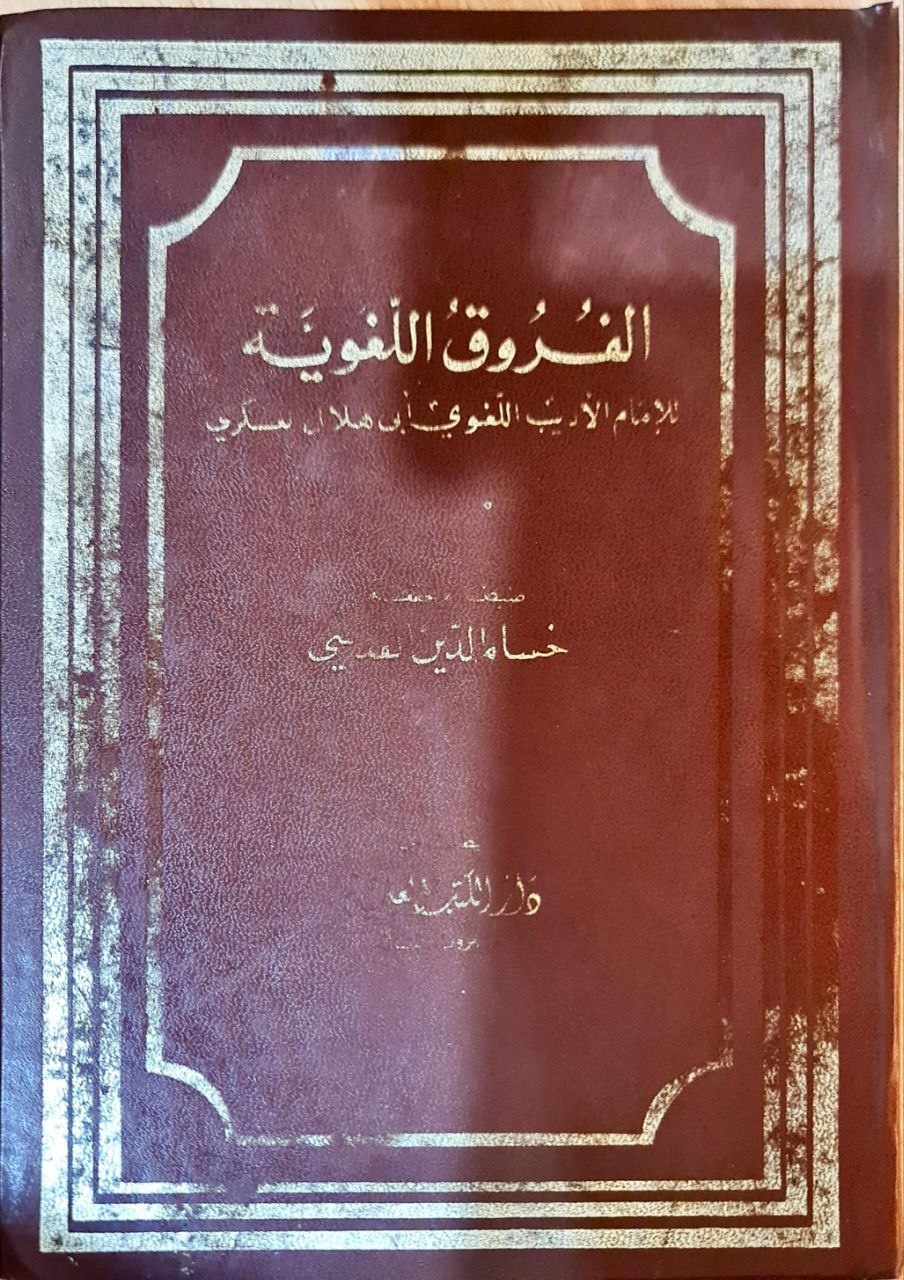
غلاف كتاب الفروق اللغوية - أبو هلال العسكري - دار الكتب العلمية طبعة 1981

## المجالات التي تتاولها
جعل أبو هلال كلامه في الفروق اللغوية متتاولا ثلائة مجالات أواتجاهات:
- ما يعرض منه في كتاب الله تعالى
- ما يجرى في ألفاظ الفقهاء والمتكلمين
- ما يدور بين الناس من محاورات

## أبواب الكتاب
(الباب الأول) في الإبانة عن كون اختلاف العبارات موجبا لاختلاف المعاني في في كل لغة» والقول في البيان عن معرفة الفروق والدلالة عليها
(الباب الثاني) في الفرق بين ما كان من هذا النوع كلاما

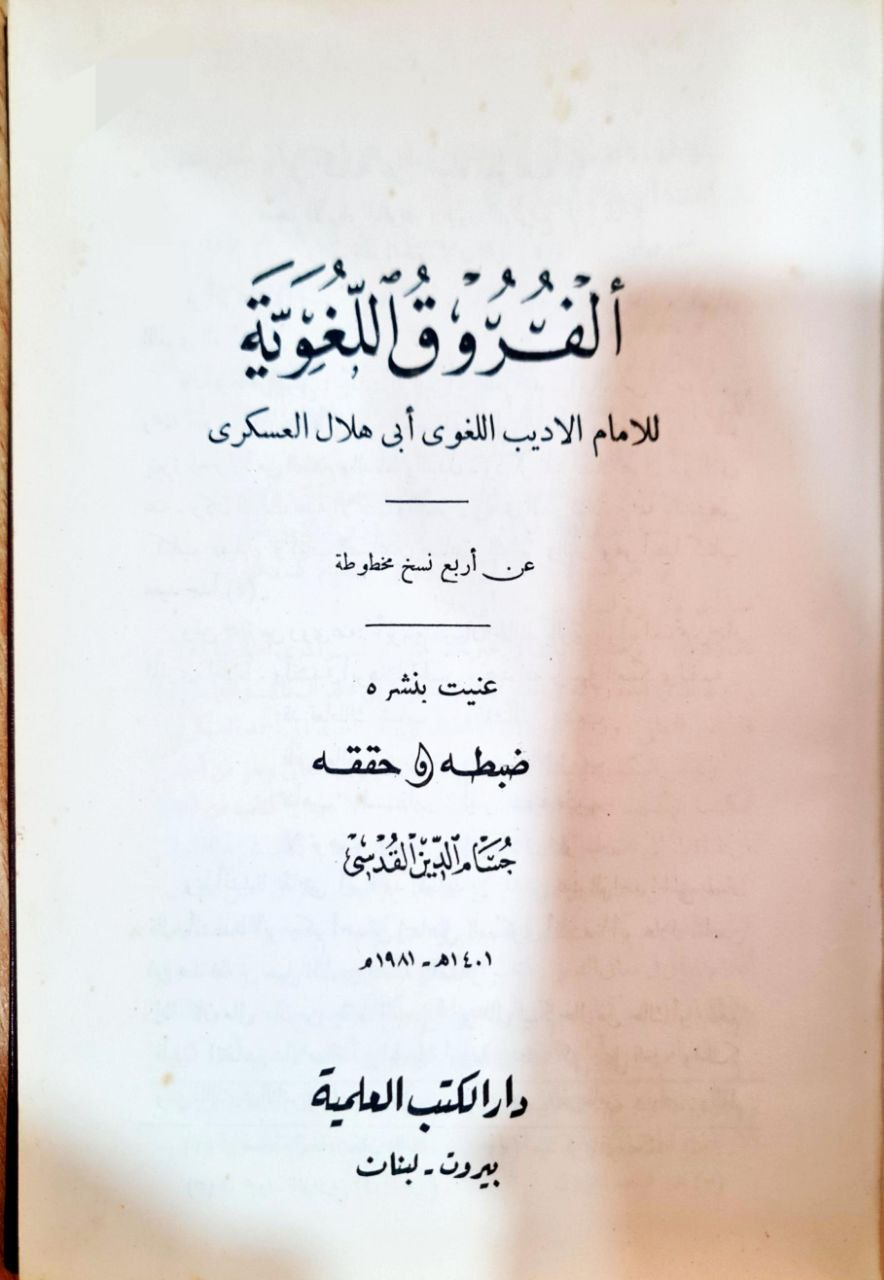
الصفحة الأولى لكتاب الفروق اللغوية - أبو هلال العسكري - دار الكتب العلمية طبعة 1981

(الباب الثالث) في الفرق بين الدليل والدلالة والاستدلال والنظر والتأمل
(الباب الرابع) في الفرق بين أقسام العلوم وما يجري مع ذلك من الفرق بين الإدراك والوجدان وفي الفرق بين ما يخالف العلوم ويضادها ٠
(الباب الخامس) في الفرق بين الحياة وما يقرب منها في اللفظ والمعنى وما يخالفها ويضادها والفرق بين القدرة وما يخالفها ويناقضها والفرق بين
الصحة والسلامة وما يجري مع ذلك.
(الباب السادس) في الفرق بين القديم والعتيق والباقي والدائم وما يحري مع ذلك.
(الباب السابع) في الفرق بين أقسام الارادات وأضدادها والفرق بين أقسام الأفغال.
(الباب الثامن) في الفرق بين الفرد الواحد والوحدة والوحدائية وما بسبيل ذلك وما يخالفه من الفرق بين الكل والجمع وما هو من قبيل الجمع من التأليف والتصنيف والتنظيم والتنضيد والفرق بين المماسة والمجاورة وما يخالف ذلك من الفرق بين الفصل والفرق.
(الباب التاسع) في الفرق بين الشبه والشبه والعديل والنظير والفرق بين ما يخالف ذلك من المتناقض والمتضاد وما يجري معه _
(الباب العاشر) في الفرق ين الجسم والجرم والشخص والشبح وما يجري مع ذلك
(الباب الحادي عشر) في الفرق بين الجنس والنوع والضرب والصنف والأصل والأس وما بسبيل ذلك ٠
(الباب الثاني عشر) في الفرق بين القسم والحظ والرزق والنصيب وبين السخاء والجود وبين أقسام العطيات وبين الغنى والجدة وما يخالف
الغنى من الفقر والإملاق وما بسبيله وما يخالف الحظ من الحرمان والحرف.
(الباب الثالث عشر) في الفرق بين العز والشرف والرياسة والسؤدد وبين الملك والسلطان والدولة والتمكين وبين النصر والإعانة؛ وبين
الكبير والعظيم والكبر والكبرباء وبين الحكم والقضاء؛ والقدر والتقدير وما يجري مع ذلك.
(الباب الرابع عشر) في الفرق بين النعمة والرحمة والإحسان والأنعام وبين الحلم والإمهال والصير والاحتمال والوقار والسؤدد وما بسبيل ذلك
(الباب الخامس عشر) في الفرق بين الحفظ والرعاية والحراسة والحماية؛ والفرق بين الرقيب والمهيمن وبين الوكيل والضمين وما يجري مع ذلك ٠
(الباب السادس عشر) في الفرق بين الهداية والرشد والصلاح والسداد وما يخالف ذلك من الي والفساد ء
(الباب السابع عشر) في الفرق بين التكليف والاختبار والابتلاء والفتنة وبين اللطف والتوفيق واللطف والنطف
(الباب الثامن عشر) في الفرق بين الدين والملة والطاعة والعبادة والفرض والوجوب؛ والمباح والحلال وما يخالف ذلك من أقسام المعاصي والفرق بين التوبة والاعتذار وما يجري من ذلك.

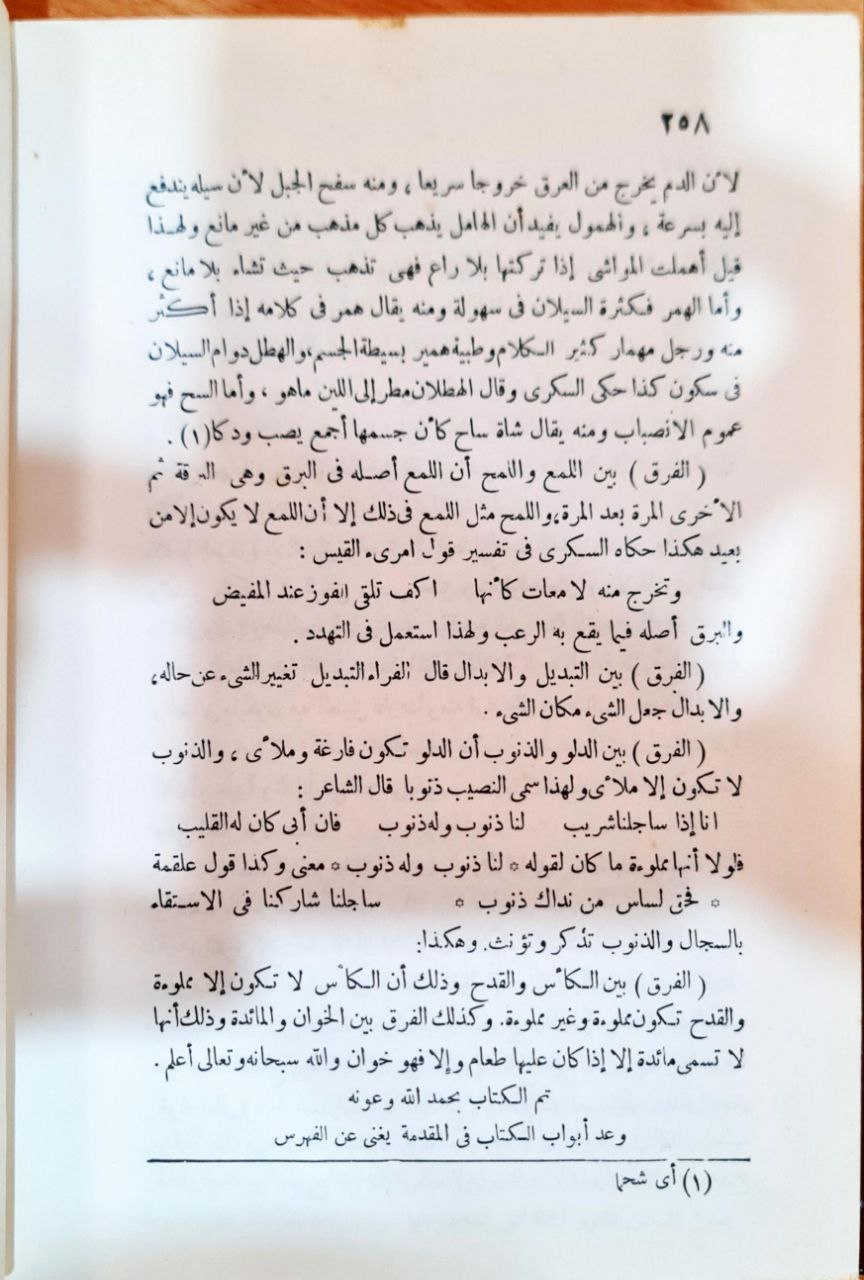
الصفحة الأخيرة لكتاب الفروق اللغوية - أبو هلال العسكري - دار الكتب العلمية طبعة 1981

(الباب التاسع عشر) في الفرق بين الثواب والعوض والتفضل وبين العوض والبدل وبين القيمة والثمن والفرق بين ما يخالف ذلك من العذاب والعقاب ٠ والالم والوجع ٠ والخوف والخشية والوجل والحياء والخجل وما يخالف ذلك من الرجاء والطمع واليأس والقنوط.
(الباب العشرون) في الفرق بين الكبر والتيه والجبرية وما يخالف ذلك من الخضوع والخشوع وما بسبيلها.
(الباب الحادي والعشرون) في الفرق بين العبث واللعب والهزل والمزاح والاستهزاء والسخرية وما بسبيل ذلك
(الباب الثاني والعشرون) في الفرق بين الخديعة والحيلة والمكر والكيد ومأ يقرب من ذلك،
(الباب الثالث والعشرون) في الفرق بين الوضاءة والحسن والقسامة والبهجة وبين السرور والفرح وما بسبيل ذلك
(الباب الرابع والعشرون) في الفرق بين الزمان والدهر والأمد والمدة وما يجري مع ذلك
(الباب الخامس والعشرون) في الفرق بين ضروب القرابات وبين المصاحبة والمقاربة وما يقرب من ذلك
(الباب السادس والعشرون) في الفرق بين الاظهار والجهر وما سبيل ذلك وما يخالفه من الفرق بين الكتمان والاخفاء والستر والحجاب وما يقرب من ذلك.
(الباب السابع والعشرون) في الفرق بين البعث والإرسال والانفاذ وبين النبي والرسول

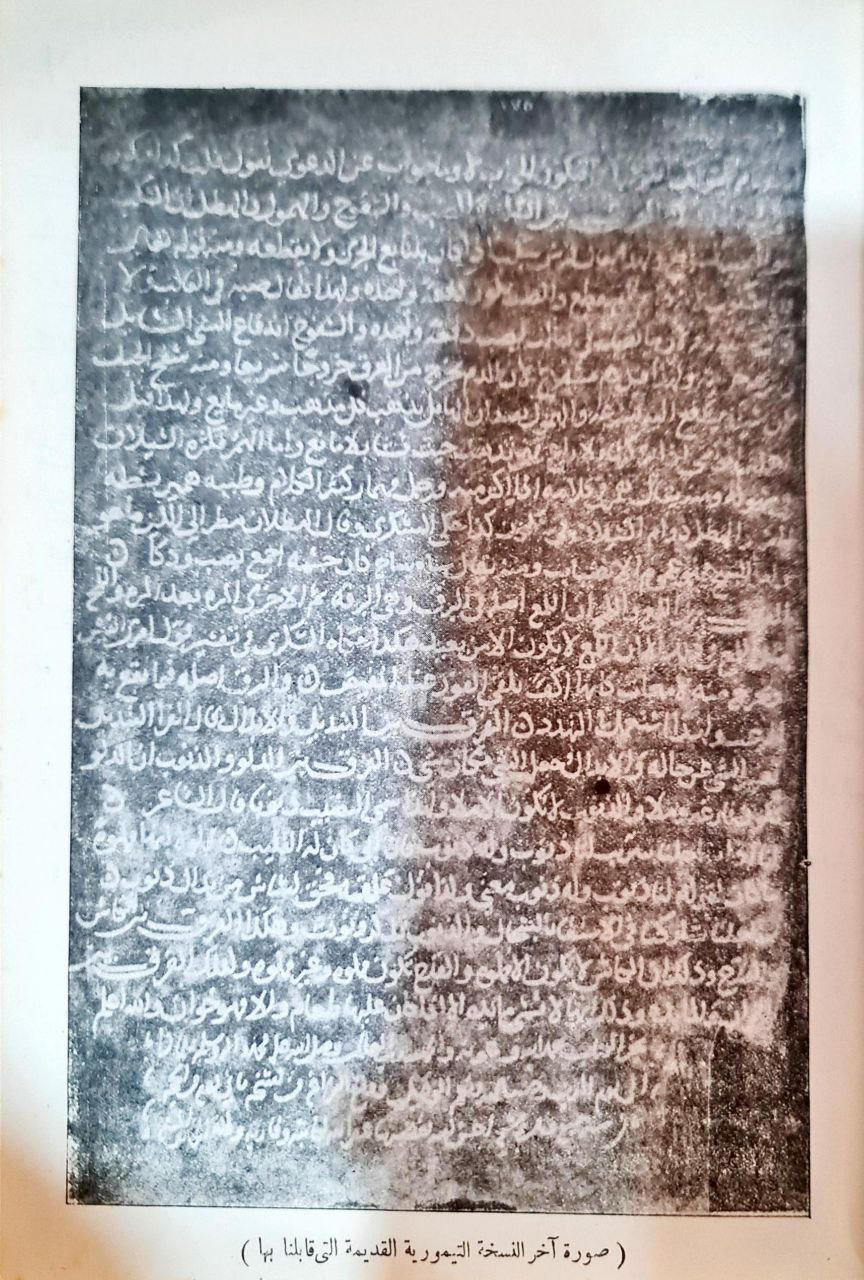
صورة آخر النسخة التيمورية القديمة التي قابل عليها دار الكتب العلمية نسخته المطبوعة عام 1981

(الباب الثامن والعشرون) في الفرق بين الكتب والنسخ وبين المنشور والكتاب وبين الكتاب والدفتر والصحيفة
(الباب التاسع والعشرون) في الفرق بين نهاية الشيء وآخره وغايته وبين الجانب والكنف وما يحري مع ذلك ٠
(الباب الثلاثون) في الفرق بين أشياء مختلفة *

## مخطوطات الكتاب
لهذا الكتاب أكثر من مخطوطة؛ عزيت كلها لأبى هلال؛ وبيانها كالآتى:
- الإسكندرية 16 لغة.
- آصفية 2: 1440 رقم 172
- راغب 1429-1430
- القاهرة ثان 22:2
- مكتبة أحمد تيمور (انظر مجلة المجمع العلمى العربى (3: 340).
- -ذكر الأب أنستاس الكرملى وجود نسخة ببغداد.

وذكر بروكلمان أنه نشر بالقاهرة 1935 م ٠

## مختصرات الكتاب
ذكر بروكلمان أن له مختصرين:
أحدهما: في امبروزيانا:5 : 75 ِِِِِِ.
والثانى: اختصره أحد تلامذة العسكرى بعنوان: اللمّع من الفروق نشر
في بولاق 1322 هـ؛ ونشر بمصر أيضا 1345 هـ.